# Мустаев, Хашим Фатыхович
Хашим Фатыхович Мустаев (11 сентября 1918, дер. Казарма, Уфимская губерния — 24 декабря 2015, Уфа) — артист балета, педагог-балетмейстер, заслуженный работник культуры Башкирской АССР (1988), заслуженный деятель искусств Республики Башкортостан (1999), лауреат республиканской премии им. Мажита Гафури, один из основоположников профессионального балетного искусства и башкирской народной хореографии.

## Биография
Родился в деревне Казарма Уфимского уезда Уфимской губернии (в настоящее время — Кушнаренковский район Республики Башкортостан). В 1921 году семья переехала в Уфу.
С 1925 по 1929 год учился в 20-й школе первой ступени города Уфы. Затем с 1930 по 1934 год учился в общеобразовательной школе — семилетке им. «Агамалы-Оглы» в Уфе. Директор школы (Закир Шакиров, отец первого секретаря Башкирского обкома партии Шакиров, Мидхат Закирович) приветствовал занятия учеников в художественной самодеятельности школы. Именно в этой школе учились в разное время учились композитор, автор балета «Шурале» Ф. Яруллин и танцовщик Р. Нуриев.
Окончив школу, продолжил обучение в 1934—1936 годах в театральной студии при Башкирском академическом театре драмы имени Мажита Гафури. Студия была создана для профессионального обучения театральному искусству молодежи ректором и режиссёром театра Б. Имашевым. Одновременно Мустаев учился в театральном техникуме на отделении фортепьяно (педагог Штегман) и в 1935—1938 годах работал в башкирском театре драмы. В 1936—1938 годах учился на балетном отделении при театральном техникуме (позже музыкальном училище) Уфы. Интерес к танцу привел его в Ленинградское хореографическое училище, где Мустаев учился с 1938 года, закончив его в 1946 году (педагог Б. В. Шавров).
С началом Великой Отечественной войны в 1941 году вернулся из Ленинграда в Уфу, где работал солистом балета объединённой труппы Башкирского оперного театра и Киевского театра оперы и балета им. Т. Шевченко. На сцене Башкирского театра оперы и балета Мустаев танцевал в спектаклях с артистами балета А. Васильевой, М. Соболь, З. Бахтияровой, Г. Сулеймановой, Л. Богдановой, М. Кругловой и другими.
В сентябре 1941 года добровольцем ушёл служить в Красную Армию. Там его направили учиться на механика. Он закончил Челябинскую военную авиационную школу механиков (ЧВАШМ) и в 1941—1943 годах служил на Западном фронте в авиационном полку, обслуживая самолёты «Ил-2». В 1943 году приказом заместителя Наркома обороны генерал-полковника Щаденко его демобилизовали и отправили на работу в Уфу в Башкирский театр оперы и балета для участия в постановке национального башкирского балета «Журавлиная песнь». Премьера была приурочена к 25-летию БАССР — 20 марта 1944 года. На состоявшейся премьере спектакля танцевал в партиях Арслан-бая и Юмагула, его партнёршами были танцовщицы З. Насретдинова и Н. Юлтыева.
С 1946 года работал в Ленинградском театре оперы и балета им. С. М. Кирова, с 1964 года — в Уфимском училище искусств, заведующим хореографическим отделением. С 1965 года преподавал в Ленинградском хореографическом училище им. А. Я. Вагановой.
...В своем служении искусству, своему народу я видел суть служению своей Родине. Театр – в каком бы я ни работал – всегда был для меня храмом, а зритель мне всегда остается дорог…
Вернувшись в 1970 году в Уфу, до 1974 года работал художественным руководителем, а с 1995 по 2013 год — балетмейстером Ансамбля народного танца им. Ф. Гаскарова.
Одновременно в 1982—1992 годах руководил танцевальной студией «Ляйсан» при ДК «Нефтяник» в Уфе. В последние годы жизни им был написан исторический роман «Шонкар», охватывающий события с конца XVIII и начала XIX веков и до наших дней в Макаровском (ныне Ишимбайском) районе Башкирии, Уфе, Париже и других местах. Более восьми лет он писал книгу «Далекое и близкое. Альбом воспоминаний», посвятив её своим учителям, в частности, Файзи Гаскарову.

## Работы в спектаклях
- На сцене Башкирского государственного театра оперы и балета в образах Арсланбая, Юмагуля («Журавлиная песнь»; 1944), Гирея («Бахчисарайский фонтан» Б. В. Асафьева), Нура («Зюгра» Н. Г. Жиганова);
- На сцене Ленинградского театра оперы и балета им. С. М. Кирова: в ролях Фрондосо («Лауренсия» А. А. Крейна), Ганс («Жизель» А. Адана), Парис («Ромео и Джульетта» С. С. Прокофьева); там же он в 1950 году поставил танцы в операх «Декабристы» Ю. А. Шапорина, «Демон» А. Г. Рубинштейна;
- На сцене Ленинградского хореографического училища поставил оперы «Мечта» (1947), «Голубь Мира» (1951) С. А. Заранек, «Дочь снегов» (1956) Г. А. Портнова; в БГТОиБ поставил балеты «Черноликие» (1965) Х. Ш. Заимова и А. Г. Чугаева, «Гульназира» и концертные номера «Татарский романс» на музыку Жиганова, «Пастушья песня» на музыку Заимова;
- В ансамбле народного танца им. Ф. Гаскарова им были поставлены массовые танцы «Ҡумыҙ менән бейеү» («Танец с кубызом»), «Ирәндек» (см. «Ирендык»), «Азамат», «Бөрйән ҡыҙҙары» («Бурзяночки»), «Сәскә атыусы ҡурай» («Цветущий курай»), «Картины прошлого» и сольные танцы — «На зов курая», «Подарок», «Бурзяночка», «Башкирский вальс» и др[2].

## Ученики
Учениками Мустаева Хашима Фатыховича были танцоры, артисты балета: заслуженная артистка РБ Гульнара Халитова, народный артист РБ Роман Рыкин, заслуженный артист РФ Аркадий Зинов, народная артистка РБ Римма Закирова и другие.

## Труды
- Мустаев Х. Ф. Роман «Шонкар» (2008), книга-альбом воспоминаний «Далёкое и близкое» (2012).

## Награды и звания
- Орден Отечественной войны II степени
- Заслуженный деятель искусств Республики Башкортостан (1999)
- Заслуженный работник культуры Башкирской АССР (1988)
- Премия имени М. Гафури
- Концертная программа «Наследие Гаскарова — достояние Республики» в 2013 году удостоена гранта Президента Республики Башкортостан